# K-554 Empereur Alexandre III
Pour les articles homonymes, voir Alexandre III.
L'Empereur Alexandre III (Император Александр III) est un sous-marin nucléaire lanceur d'engins de classe Boreï de la Marine russe. 

## Historique
Le sous-marin porte le nom d’Alexandre III de Russie et a été lancé le 29 décembre 2022,,,.
Le bateau a terminé ses essais en mer en novembre 2023.
L'Empereur Alexandre III est mis en service le 11 décembre 2023, en même temps que le sous-marin K-571 Krasnoïarsk. Ils ont été inaugurés par le dirigeant russe Vladimir Poutine. La cérémonie de hisser des couleurs a eu lieu à Severodvinsk, près d'Arkhangelsk, dans le nord-ouest de la Russie. Selon Vladimir Poutine, huit autres sous-marins similaires (la quatrième génération des sous-marins à propulsion nucléaire russes) sont en cours de construction dans les chantiers navals russes. Le Krasnoïarsk et l'Empereur Alexandre III doivent rejoindre la flotte du Pacifique, basée en Extrême-Orient,,,. Cela est annoncé effectif pour le K-554 le 16 septembre 2024